# Шёнбруннские родники
Шёнбруннские родники (также Шамбрунские; от нем. Schönen Quellen zum Brunnen — прекрасные источники для фонтанов) — группа самоизливающихся источников пресной питьевой воды, расположенных в Красноармейском районе города Волгограда.
Вода из родников используется на протяжении более двух веков — сначала колониями Сарепта, Шёнбрунн, Квелагарпен и железнодорожной станцией Сарепта, а в настоящее время — местными жителями и туристами. Бывший гидрологический памятник природы Волгоградской области.

## История
Родники были открыты в 1765 году немцами, прибывшими в эти места для организации колонии, которую они назвали Сарепта. Колонисты отказались от использования воды из рек Волги и Сарпы, поэтому и для питья и в хозяйственно-бытовых нуждах пользовались только родниковой водой, что спасло им жизни во время эпидемий холеры в 1830—1850-х годах.
В 1768 году из Шёнбруннского источника в Сарепту был сооружен деревянный самотёчный водопровод. Колонисты каптировали источники и провели подземный трубопровод протяжённостью 2,5 км. В 1770-х годах у источников образовался хутор Шёнбрунн, который основали несколько немецких семей из Сарепты и северных колоний. В 1775 году водопровод был усовершенствован, для этого в Сарепте в середине площади была установлена центральная водяная камера, при которой находился главный бассейн, снабжённый напорным устройством и из которого происходила регулировка воды. С увеличением потребления Шёнбруннские родники уже не могли дать достаточно воды, поэтому, обнаружив ещё один источник на расстоянии в три версты от Сарепты, не побоявшись протяженности и работ по прокладке трубопровода, к 1791 году колонисты подсоединили второй источник к старой системе. Со временем с выходом из строя дубовых труб некоторые участки заменялись на глиняные и железные.
Во времена Сталинградской битвы, когда городской и другие промышленные водопроводы были разрушены, родники оставались, пожалуй, единственным источником водоснабжения на юге разрушенного города.
До 1951 года объекты улично-дорожной сети недалеко от родников носили имя Шенбрукская улица (ныне Куликовская улица) и Шенбрунский переулок (ныне Ровенский переулок). Ныне имя источника носит Шамбрунский переулок в посёлке Сакко и Ванцетти в Красноармейском районе.
До 1962 года родники поили своей водой часть населения Красноармейского района, много лет обеспечивали технологические процессы судостроительного завода. Дебит источников в тот период составлял 4-5 м³/ч.
Родники являются местом паломничества, так как были освящены митрополитом Волгоградским и Камышинским Германом, а местные жители установили каменную икону святого великомученика Пантелеимона Целителя.

## Характеристики

### Геология, геоморфология и почвенный покров
Родники расположены на средней части восточного склона Ергенинской возвышенности, выше уровня реки Волги более чем на 100 м.
Покров скифских красноцветных глин и жёлто-бурых лёссовидных четвертичных суглинков сильно размыт. Родники связаны с ергенинским водоносным горизонтом.

### Состав воды
Тип воды: сульфатно-карбонатно-кальциево-натриево-калиевый. Вода прозрачная, без запаха, соответствует всем нормам и рекомендуется для использования в питьевых нуждах.
| Анионы, мг/л | Анионы, мг/л | Анионы, мг/л | Катионы, мг/л | Катионы, мг/л | Катионы, мг/л | Дебит, л/с | pH  | Минерализация, мг-экв/л | Жёсткость, мг-экв/л |
| ------------ | ------------ | ------------ | ------------- | ------------- | ------------- | ---------- | --- | ----------------------- | ------------------- |
| HCO3-        | Cl-          | SO42-        | Ca2+          | Mg2+          | Na++K+        | Дебит, л/с | pH  | Минерализация, мг-экв/л | Жёсткость, мг-экв/л |
| 61           | 7,8          | 86,4         | 40            | —             | 23            | 0,1        | 7,6 | 196                     | 2                   |

## Биологическое разнообразие
Возле родников сохранились остатки байрачного леса: произрастают тополя, вишня, вяз приземистый, акация, ясень, боярышник, ива, груша дикая. Кроме того, наблюдается и ксерофитная растительность: осока, лютик жгучий, череда трёхраздельная, хвощ приречный. Животный мир родников представлен птицами — воробей полевой, ворона, синица большая; и пресмыкающимися — ящерица прыткая, лягушка.

## Обустройство, состояние и охрана территории
Три выхода источника находятся в нескольких метрах друг от друга, слева от дороги, ведущей к детскому оздоровительному лагерю «Орлёнок». Верхний и нижний родники используются, третий находится в заброшенном состоянии.
С 1975 по 2006 годы родники находились на учёте волгоградского отделения ВООП и являлись водным памятником природы Волгоградской области.
В 1993 году специалистами кафедры физической географии и геоэкологии ВГПУ было проведено обследование объекта, которое показало, что окружающая территория подверглась антропогенному воздействию: свалка хозяйственно-бытового мусора, перевыпас скота. Землепользователю были даны предложения: очистить территорию от мусора, построить новый каптаж, сделать ограду и провести химический анализ воды. Впоследствии два выхода были благоустроены. Оба родника каптированы, вода поступает из металлической трубы из нержавеющей стали диаметром 2,5 см, выходящей из стены, сложенной из красного кирпича.
Из-за захламления территории родников мусором местные жители, активисты и волонтёры объявили специальную экологическую акцию и оформили её в виде проекта «Шёнбруннский родник — родник России», который победил в конкурсе социальных и культурных проектов Красноармейского района в номинации «экология». Реализация проекта началась в 2012 году с земляных работ по планировке площадки и ограничения проезжей части для транспорта. Одновременно специалисты производили прочистку и каптаж колодца родников. Был обустроен подход к нижнему роднику, а сам родник отделан бутовым камнем, установлен навес и лавочки.